# Nuoto ai campionati europei di nuoto 2014 - 200 metri stile libero maschili
La gara dei 200 metri stile libero maschili degli Europei 2014 si è svolta il 19-20 agosto. Le qualifiche per la semifinale si sono svolte la mattina del 19 agosto 2014, mentre la semifinale si è svolta la sera dello stesso giorno. La finale, invece, si è svolta la sera del 20 agosto 2014.

## Medaglie
| Posizione | Atleta              | Paese    |
| --------- | ------------------- | -------- |
| Oro       | Velimir Stjepanović | Serbia   |
| Argento   | Paul Biedermann     | Germania |
| Bronzo    | Yannick Agnel       | Francia  |

## Record
Prima della manifestazione il record del mondo (RM), il record europeo (EU) e il record dei campionati (RC) erano i seguenti.
| Record mondiale       | 1'42"00 | Paul Biedermann Germania              | 28 luglio 2009 Roma, Italia     |
| Record europeo        | 1'42"00 | Paul Biedermann Germania              | 28 luglio 2009 Roma, Italia     |
| Record dei campionati | 1'44"89 | Pieter van den Hoogenband Paesi Bassi | 2 agosto 2002 Berlino, Germania |

Durante la competizione non sono stati migliorati record.

## Risultati

### Batterie
| Pos. | Batteria | Corsia | Atleta                   | Nazionalità | Tempo   | Note |
| ---- | -------- | ------ | ------------------------ | ----------- | ------- | ---- |
| 1    | 6        | 4      | Paul Biedermann          | Germania    | 1'46"62 | Q    |
| 2    | 5        | 6      | Artem Lobuzov            | Russia      | 1'47"51 | Q    |
| 3    | 5        | 5      | Sebastiaan Verschuren    | Paesi Bassi | 1'47"52 | Q    |
| 4    | 7        | 6      | Dominik Kozma            | Ungheria    | 1'47"99 | Q    |
| 5    | 7        | 5      | Velimir Stjepanović      | Serbia      | 1'48"02 | Q    |
| 6    | 6        | 2      | Pieter Timmers           | Belgio      | 1'48"06 | Q    |
| 7    | 6        | 3      | Clemens Rapp             | Germania    | 1'48"08 | Q    |
| 8    | 6        | 5      | Andrea Mitchell D'Arrigo | Italia      | 1'48"24 | Q    |
| 9    | 7        | 4      | Yannick Agnel            | Francia     | 1'48"27 | Q    |
| 10   | 7        | 7      | Robin Backhaus           | Germania    | 1'48"28 |      |
| 11   | 5        | 3      | Filippo Magnini          | Italia      | 1'48"45 | Q    |
| 12   | 6        | 6      | Dion Dreesens            | Paesi Bassi | 1'48"59 | Q    |
| 13   | 5        | 2      | Yannick Lebherz          | Germania    | 1'48"70 |      |
| 14   | 6        | 9      | Matias Koski             | Finlandia   | 1'48"73 | Q    |
| 15   | 6        | 0      | Anders Lie               | Danimarca   | 1'48"83 | Q    |
| 16   | 5        | 9      | David Brandl             | Austria     | 1'48"87 | Q    |
| 17   | 7        | 3      | Alexandr Sukhorukov      | Russia      | 1'48"88 | Q    |
| 18   | 7        | 2      | Viacheslav Andrusenko    | Russia      | 1'48"96 |      |
| 19   | 5        | 1      | Glenn Surgeloose         | Belgio      | 1'49"11 | Q    |
| 20   | 7        | 9      | Lorys Bourelly           | Francia     | 1'49"17 |      |
| 21   | 7        | 0      | Louis Croenen            | Belgio      | 1'49"25 |      |
| 22   | 7        | 1      | Jan Świtkowski           | Polonia     | 1'49"41 |      |
| 23   | 5        | 8      | Tom Kremer               | Israele     | 1'49"46 |      |
| 24   | 6        | 8      | Clément Mignon           | Francia     | 1'49"49 |      |
| 25   | 5        | 4      | Nikita Lobintsev         | Russia      | 1'49"55 |      |
| 26   | 6        | 7      | Ferry Weertman           | Paesi Bassi | 1'49"58 |      |
| 27   | 5        | 0      | Miguel Durán             | Spagna      | 1'49"66 |      |
| 28   | 3        | 2      | Christian Scherübl       | Austria     | 1'49"79 |      |
| 29   | 5        | 7      | Grégory Mallet           | Francia     | 1'49"85 |      |
| 30   | 4        | 7      | Joost Reijns             | Paesi Bassi | 1'49"89 |      |
| 31   | 6        | 1      | Emmanuel Vanluchene      | Belgio      | 1'49"93 |      |
| 32   | 7        | 8      | Victor Martín            | Spagna      | 1'50"03 |      |
| 33   | 4        | 2      | Felix Auböck             | Austria     | 1'50"18 |      |
| 34   | 4        | 0      | Alexi Konovalov          | Israele     | 1'50"21 |      |
| 35   | 4        | 6      | Christos Katranzis       | Grecia      | 1'50"29 |      |
| 35   | 3        | 4      | Simonas Bilis            | Lituania    | 1'50"29 |      |
| 35   | 3        | 3      | Jean-Baptiste Febo       | Svizzera    | 1'50"29 |      |
| 38   | 3        | 1      | Doğa Çelik               | Turchia     | 1'50"60 |      |
| 39   | 4        | 4      | Mattias Carlsson         | Svezia      | 1'50"82 |      |
| 40   | 4        | 9      | Pawel Werner             | Polonia     | 1'50"93 |      |
| 41   | 3        | 5      | Oscar Ekström            | Svezia      | 1'51"10 |      |
| 42   | 3        | 9      | Stefan Šorak             | Serbia      | 1'51"19 |      |
| 43   | 2        | 6      | David Kunčar             | Rep. Ceca   | 1'51"33 |      |
| 43   | 3        | 6      | Martin Bau               | Slovenia    | 1'51"33 |      |
| 45   | 4        | 1      | Max Litchfield           | Regno Unito | 1'51"38 |      |
| 46   | 4        | 3      | David Karasek            | Svizzera    | 1'51"41 |      |
| 47   | 3        | 0      | Adam Paulsson            | Svezia      | 1'51"42 |      |
| 48   | 4        | 5      | Dawid Zieliński          | Polonia     | 1'51"46 |      |
| 49   | 3        | 7      | Alexandre Haldemann      | Svizzera    | 1'51"60 |      |
| 50   | 2        | 2      | Pit Brandenburger        | Lussemburgo | 1'52"26 |      |
| 51   | 2        | 7      | Anton Goncharov          | Ucraina     | 1'52"59 |      |
| 52   | 1        | 5      | Sergiy Varvaruk          | Ucraina     | 1'52"78 |      |
| 53   | 2        | 3      | Gustav Aberg             | Svezia      | 1'53"02 |      |
| 54   | 2        | 4      | Irakli Revishvili        | Georgia     | 1'53"04 |      |
| 55   | 1        | 4      | Nezir Karap              | Turchia     | 1'53"22 |      |
| 56   | 4        | 8      | Tomas Havránek           | Rep. Ceca   | 1'53"71 |      |
| 57   | 2        | 1      | Brendan Hyland           | Irlanda     | 1'53"96 |      |
| 58   | 1        | 3      | Davit Sikharulidze       | Georgia     | 1'54"22 |      |
| 59   | 2        | 8      | Uladzimir Zhyharau       | Bielorussia | 1'54"80 |      |
| 60   | 2        | 5      | Julien Henx              | Lussemburgo | 1'55"83 |      |
| —    | 3        | 8      | Kemal Arda Gürdal        | Turchia     |         | DNS  |

### Semifinali

#### Semifinali 1
| Pos. | Corsia | Atleta                   | Nazionalità | Tempo   | Note |
| ---- | ------ | ------------------------ | ----------- | ------- | ---- |
| 1    | 5      | Dominik Kozma            | Ungheria    | 1'46"89 | Q    |
| 2    | 4      | Artem Lobuzov            | Russia      | 1'47"43 | Q    |
| 3    | 3      | Pieter Timmers           | Belgio      | 1'47"76 | Q    |
| 4    | 2      | Filippo Magnini          | Italia      | 1'47"93 | Q    |
| 5    | 6      | Andrea Mitchell D'Arrigo | Italia      | 1'47"94 |      |
| 6    | 7      | Matias Koski             | Finlandia   | 1'48"06 |      |
| 7    | 8      | Glenn Surgeloose         | Belgio      | 1'48"97 |      |
| 8    | 1      | David Brandl             | Austria     | 1'49"19 |      |

#### Semifinali 2
| Pos. | Corsia | Atleta                | Nazionalità | Tempo   | Note |
| ---- | ------ | --------------------- | ----------- | ------- | ---- |
| 1    | 4      | Paul Biedermann       | Germania    | 1'46"69 | Q    |
| 2    | 3      | Velimir Stjepanović   | Serbia      | 1'46"79 | Q,   |
| 3    | 5      | Sebastiaan Verschuren | Paesi Bassi | 1'47"88 | Q    |
| 4    | 2      | Yannick Agnel         | Francia     | 1'47"90 | Q    |
| 5    | 6      | Clemens Rapp          | Germania    | 1'48"07 |      |
| 6    | 8      | Alexandr Sukhorukov   | Russia      | 1'48"29 |      |
| 7    | 7      | Dion Dreesens         | Paesi Bassi | 1'48"40 |      |
| 8    | 1      | Anders Lie            | Danimarca   | 1'48"94 |      |

### Finale
| Pos. | Corsia | Atleta                | Nazionalità | Tempo   | Note             |
| ---- | ------ | --------------------- | ----------- | ------- | ---------------- |
|      | 5      | Velimir Stjepanović   | Serbia      | 1'45"78 | Record nazionale |
|      | 4      | Paul Biedermann       | Germania    | 1'45"80 |                  |
|      | 1      | Yannick Agnel         | Francia     | 1'46"65 |                  |
| 4    | 3      | Dominik Kozma         | Ungheria    | 1'46"78 |                  |
| 5    | 2      | Pieter Timmers        | Belgio      | 1'47"01 |                  |
| 6    | 7      | Sebastiaan Verschuren | Paesi Bassi | 1'47"16 |                  |
| 7    | 6      | Artem Lobuzov         | Russia      | 1'47"27 |                  |
| 8    | 8      | Filippo Magnini       | Italia      | 1'47"42 |                  |